# 吉尔福德 (纽约州)
吉尔福德（英語：Guilford）是位于美国纽约州希南戈县的一个镇，地处希南戈县东部。2010年美国人口普查时，该镇有2922人。吉尔福德镇于1813年正式建立，1817年得名。其面积为62平方英里。